# عشق‌بازی زودگذر و بی‌پروای چاقالو
عشق‌بازی زودگذر و بی‌پروای چاقالو (انگلیسی: Fatty's Reckless Fling) یک فیلم کوتاه کمدی به کارگردانی و بازیگری راسکو آرباکل است که در سال ۱۹۱۵ منتشر شد.

## گزیدهٔ بازیگران
- راسکو آرباکل
- ادگار کندی
- مینتا دارفی
- گلن کاوندر
- فرانک هیز
- تد ادواردز
- هری مک‌کوی
- جرج اووی